# جون جيمس شيبرد
جون جيمس شيبرد (بالإنجليزية: John James Shepherd)‏ (2 يونيو 1884 – 9 يوليو 1954) هو ملاكم من المملكة المتحدة راحل، مثّل بلاده في الألعاب الأولمبية الصيفية في دورات 1908 و1912 و1920.

## روابط خارجية
جون جيمس شيبرد على موقع أوليمبيديا (الإنجليزية)
- جون جيمس شيبرد على موقع اللجنة الأولمبية البريطانية (الإنجليزية)